# Fayl-Billot
Fayl-Billot és un municipi francès situat al departament de l'Alt Marne i a la regió del Gran Est. L'any 2007 tenia 1.445 habitants.

## Demografia

### Població
El 2007 la població de fet de Fayl-Billot era de 1.445 persones. Hi havia 587 famílies de les quals 219 eren unipersonals (98 homes vivint sols i 121 dones vivint soles), 188 parelles sense fills, 141 parelles amb fills i 39 famílies monoparentals amb fills.
La població ha evolucionat segons el següent gràfic:
Habitants censats

### Habitatges
El 2007 hi havia 783 habitatges, 607 eren l'habitatge principal de la família, 71 eren segones residències i 105 estaven desocupats. 686 eren cases i 92 eren apartaments. Dels 607 habitatges principals, 422 estaven ocupats pels seus propietaris, 153 estaven llogats i ocupats pels llogaters i 32 estaven cedits a títol gratuït; 7 tenien una cambra, 36 en tenien dues, 85 en tenien tres, 167 en tenien quatre i 311 en tenien cinc o més. 419 habitatges disposaven pel capbaix d'una plaça de pàrquing. A 308 habitatges hi havia un automòbil i a 193 n'hi havia dos o més.

### Piràmide de població
La piràmide de població per edats i sexe el 2009 era:
| Homes | Edats   | Dones |
| ----- | ------- | ----- |
| 0     | 95 o +  | 12    |
| 4     | 90 a 94 | 20    |
| 12    | 85 a 89 | 20    |
| 0     | 80 a 84 | 32    |
| 32    | 75 a 79 | 36    |
| 36    | 70 a 74 | 24    |
| 20    | 65 a 69 | 44    |
| 40    | 60 a 64 | 36    |
| 40    | 55 a 59 | 44    |
| 64    | 50 a 54 | 72    |
| 28    | 45 a 49 | 44    |
| 44    | 40 a 44 | 52    |
| 64    | 35 a 39 | 48    |
| 28    | 30 a 34 | 36    |
| 52    | 25 a 29 | 32    |
| 72    | 20 a 24 | 48    |
| 56    | 15 a 19 | 44    |
| 20    | 10 a 14 | 16    |
| 28    | 5 a 9   | 40    |
| 32    | 0 a 4   | 36    |

## Economia
El 2007 la població en edat de treballar era de 903 persones, 583 eren actives i 320 eren inactives. De les 583 persones actives 521 estaven ocupades (298 homes i 223 dones) i 61 estaven aturades (27 homes i 34 dones). De les 320 persones inactives 83 estaven jubilades, 151 estaven estudiant i 86 estaven classificades com a «altres inactius».

### Ingressos
El 2009 a Fayl-Billot hi havia 593 unitats fiscals que integraven 1.283 persones, la mediana anual d'ingressos fiscals per persona era de 16.683 €.

### Activitats econòmiques
Dels 96 establiments que hi havia el 2007, 1 era d'una empresa extractiva, 4 d'empreses alimentàries, 18 d'empreses de fabricació d'altres productes industrials, 6 d'empreses de construcció, 25 d'empreses de comerç i reparació d'automòbils, 4 d'empreses de transport, 6 d'empreses d'hostatgeria i restauració, 1 d'una empresa d'informació i comunicació, 3 d'empreses financeres, 4 d'empreses immobiliàries, 5 d'empreses de serveis, 12 d'entitats de l'administració pública i 7 d'empreses classificades com a «altres activitats de serveis».
Dels 24 establiments de servei als particulars que hi havia el 2009, 1 era una gendarmeria, 1 oficina de correu, 3 oficines bancàries, 2 funeràries, 3 tallers de reparació d'automòbils i de material agrícola, 1 paleta, 1 guixaire pintor, 2 lampisteries, 1 electricista, 3 perruqueries, 1 veterinari, 4 restaurants i 1 agència immobiliària.
Dels 13 establiments comercials que hi havia el 2009, 1 era un hipermercat, 2 grans superfícies de material de bricolatge, 2 fleques, 1 una carnisseria, 1 una botiga de roba, 1 una botiga d'equipament de la llar, 1 una sabateria, 2 drogueries i 2 floristeries.
L'any 2000 a Fayl-Billot hi havia 37 explotacions agrícoles que ocupaven un total de 1.615 hectàrees.

## Equipaments sanitaris i escolars
El 2009 hi havia 2 farmàcies i 1 ambulància.
El 2009 hi havia 1 escola maternal i 1 escola elemental. Fayl-Billot disposava d'un col·legi d'educació secundària amb 225 alumnes.

## Poblacions més properes
El següent diagrama mostra les poblacions més properes.